# Карамендинський сільський округ
Караменди́нський сільський округ (каз. Қарамеңді ауылдық округі, рос. Карамендинский сельский округ) — адміністративна одиниця у складі Наурзумського району Костанайської області Казахстану. Адміністративний центр — село Караменди.
Населення — 4236 осіб (2021; 4902 у 2009, 5844 у 1999, 8249 у 1989).
Станом на 1989 рік існували Джамбульська сільська рада (села Джамбул, Київка, селище Новостройка) та Докучаєвська сільська рада (селище Докучаєвка), з 1993 року — Жамбильський сільський округ та Карамендинська сільська адміністрація, у період 1999—2009 років вони об'єднані в Карамендинський сільський округ. Села Київка та Новостройка були ліквідовані 2009 року.

## Склад
До складу адміністрації входять такі населені пункти:
| Населений пункт     | Старі назви | Населення, осіб (1989) | Населення, осіб (1999) | Населення, осіб (2009) | Населення, осіб (2021) |
| ------------------- | ----------- | ---------------------- | ---------------------- | ---------------------- | ---------------------- |
| Жамбил, село        | Джамбул     | 848                    | 274                    | 154                    | 47                     |
| Караменди, село     | Докучаєвка  | 6732                   | 5326                   | 4694                   | 4188                   |
| --Новостройка, село | -           | 255                    | 75                     | 38                     | 1                      |
| Київка, село        | -           | 414                    | 169                    | 16                     | -                      |